# SEX (漫画)
『SEX』は、上條淳士による日本の漫画作品。『ヤングサンデー』（小学館）にて、1988年3号（2月12日発行）より1992年15号（8月14日発行）まで連載された。

## 概要
ユキ・カホ・ナツの3人の共犯者が繰り広げる、米軍基地のある街を舞台にしたアクション系漫画。著者の上條淳史が『TO-Y』から、再びアクション系に戻って青年誌で連載された作品。
1987年「少年サンデーグラフィック・スペシャル－To-y－」で衝撃的なタイトルとともに設定が初公開、『ヤングサンデー』にて1988年から休載を挟んで1992年まで4年間連載されたが、全編が単行本化されるのに連載終了から約13年の歳月がかかっている。
1989年12月にパートカラーの入った特装版「ヤングサンデーコミックスペシャル」で第1巻が発行、4年後の1993年9月に同レーベルで第2巻が発売されたが、第3巻以降は発売されず、一部のファンは2巻以降の続きを求めて国会図書館で、ヤングサンデーのバックナンバーを閲覧し、さらに大量コピーをする者も現れた。11年後の2004年12月に「ヤングサンデーコミック」レーベルで新たに第1巻が発行。2005年2月に「幻の第三巻、ついに初刊行！」という帯で第三巻が発行。以後は中断なく、2005年6月に最終7巻を発行した。
その後、2012年に小学館文庫から文庫版が全5巻で発行。2017年作品誕生30周年を記念した新装/完全版「SEX 30th AnniversaryEdition」が、連載時の4色原稿を再現・特装版同様のポイントカラ－仕様で全4巻で発行された。全巻購入応募特典には山本沙代 × MAPPA（『ユーリ!!! on ICE』）制作によるオリジナルPV『SEX』Blu-rayが制作された。
上條淳史は単行本化の際には大幅な加筆を行うが、本作はその傾向が顕著で、全巻発行まで十数年を費やした。

## あらすじ
福生の中学三年の斉藤果歩(カホ)は卒業旅行中に、沖縄に引っ越した幼馴染の菊池夏(ナツ)を探していると、ナツと目つきが似ているユキに出会った。ユキは比嘉武士(ヒガ)率いる琉道会とトラブルを起こしており、カホも巻き込まれて拉致されるが、ナツの登場で難を逃れる。
一年後、福生で3人の共犯者は再会し、住人が変わるたびに色を塗り替える米軍ハウスで同居生活を開始する。カホに挑戦する怪獣少女チギラ、転校生のナツにちょっかいを出す磯野と中島一派、そして米軍基地に密輸した拳銃の横流しを企てるヒガも登場して、この基地の街もキナ臭くなる。
米軍基地へ侵入後、横須賀の街に逃れた3人は、沖縄のやくざの抗争でヒガが殺されたことを知り、3人は再び沖縄に向かう。そこにはユキ♀という名の凄腕の女暗殺者がいた。　ナツ・ユキ・カホにもう一人のユキ♀、沖縄で物語はクライマックスを迎える。

## 登場人物

### 共犯者
ユキ
主人公。吊り目の危険な匂いのする青年。記憶を喪失しており年齢・氏名が不詳。
沖縄の海岸で発見された時に「ユキ」と言葉にしていたので「ユキ」と名付けられた。
英語が堪能で、過去の記憶を求めて米軍基地のある街に住み、旨そうな匂いを嗅ぎ分けて危ない仕事をしている。
色盲で全て白黒で見えるため無免許運転しては事故を起こす。
沖縄でナツと組んでいる。ヒガとは物語冒頭では対立しているが、昔は共犯者だった。
銃火器の扱い格闘技に長けているが、それには理由があり終盤に記憶が戻った描写がある。
ユキの正体は、東南アジアを中心に活動しているマフィア「mother＆children」で子供の頃から訓練された殺し屋。「M&C」でもトップクラスの実力者だったが、事故で沖縄の海岸に打ち上げられ、全ての記憶を失った状態でヒガと出会った。
容姿のモデルは「THE STREET SLIDERSのHARRY」。
菊池夏/ナツ
準主人公。切れ長の目をしたカホの幼馴染の中学3年生→武蔵野西高校1年生。
沖縄でユキと組んで危ない仕事をしている。
爆発物の取り扱いに長けて、料理が得意。
沖縄から福生の「米軍ハウス」に引っ越し、武蔵野西高校に転校してきた。
カホとは相思相愛で小学生の頃から、おそろいのピアスをしている。
容姿のモデルは「THE STREET SLIDERSの蘭丸」。
斉藤果歩/カホ
ヒロイン。ロングヘアーでスタイル抜群な中学3年生→成華女子高等校の1年生。
ナツとは相思相愛だが、ユキにも気があるそぶりをしている。
不思議な魅力を持っており、彼女の周りには常に人が集まってくる。
冒頭でユキ、ゲーセンでチギラ、再度の沖縄で「もう一人のユキ」とも引き合っている。
第2章「ひび」で、沖縄修学旅行前のカホの夏休みが書かれており、そこでも学習塾の横領教師に好かれている。
ユキ（♀）
準ヒロイン。終盤の沖縄編から登場した「もう1人のユキ」。
爬龍会の川平に雇われた、凄腕の女殺し屋、色弱で感情により色が変わって見える。
沖縄の洞窟でカホと出会い、カホが気に入って付き合う。撃たれて重傷のナツと連れ出し、治療後にカホへの嫉妬で拉致した。
殺しに美学をもっており、ヒガの暗殺命令も未遂に終わる。川平に粛清されそうになるが逆に殺害。この裏切り行為に「M&C」の暗殺チームに命を狙われる。
以前大事な相棒を失い自暴自棄だったが、その人が「ユキ(♂)」だった。彼は記憶を無くしており、唯一覚えていた「ユキ(♀)」の名前を名乗っていた。

### 学校関係
千明ミノル
リーゼントのカホの幼馴染。中学3年生→武蔵野西高校1年生。
トッポイ性格でカホに惚れているが相手にされず、ユキにもいいように扱われる。
中学3年の時はモテており、二股をかけていた。
稚木良直美/チギラ
「P-CO」の読者モデルで、武蔵野西高校の1年生。
ゲーセンのゲーム好きで、カホに勝ちたくて挑戦してくる。
磯野
武蔵野西高校の番長格で、ナツと対立する。
ボーズ頭に、普段着は野球部のユニフォーム姿、ユキにもちょっかいを出し、逆に仲間を病院送りにされる。
ユキ・ナツと決闘するために、暴走族を含めて数十名を集めるものの、ナツの仕掛けた爆薬の大爆発に戦意喪失する。
容姿のモデルは「サザエさんの磯野カツオ」。
中島
武蔵野西高校の番長格で、ナツと対立する。
ボーズ頭にサングラス・ちょび髭の旧車バイクの愛好者。
実は、ナツたちと友達になりたかった。
名前は「磯野カツオの友達の中島」から来ている。

### 沖縄琉道会・覇王会
比嘉武士/ヒガ
沖縄琉道会の若頭筆頭、覇王会会長で日本刀の達人。長髪で褐色の肌の琉球人。
琉道会と爬龍会の沖縄のヤクザ抗争に巻き込まれ、爬龍会の罠にハメられて、沖縄を追われ米軍のコネクションを使い福生に逃げてきた。
しかし、沖縄の状況をほっとけず、沖縄に戻ったところユキ(♀)に襲われた。死亡したと思われていたが、爬龍会会長の葬儀に現れ、そのまま爬龍会本部に乗り込んで、抗争の末に若き幹部友利陽介と和解した。
今のシノギを邪魔をするユキとは何回も殺し合いをしたが、過去には共犯者として組んで危ない仕事をしていた。
金城
沖縄琉道会の幹部、ヒガの部下だったが、沖縄から逃れたヒガを殺すために福生にも表れる。
ブー・フー・ウー
覇王会の3人の若手構成員。ヒガの死亡報道を受けて、仇討ちに爬龍会会長の葬儀を襲撃する。
フー・ウーはサングラスをかけた男性。ブーは女性でリーダー、容姿のモデルは「GO-BANG'Sの森若香織」。

### 花田組・爬龍会
J・川平
爬龍会.若頭補佐。外部から爬龍会に加わった外様幹部で、ユキ(♀)を使って自分の邪魔な人物を暗殺させた。
殺す際にはビデオを回させて、それを収集する性癖がある。暗殺を依頼したヒガが生きていた件で、ユキ(♀)を始末しようとするが、返り討ちに合って命を落とした。
友利陽介
爬龍会.舎弟頭で格闘技に長けている。J・川平のせいで腐敗した爬龍会を立て直すためにヒガと手打ちをした。
容姿のモデルは「江口洋介」。

### 米軍関連
マックス
横田基地のSP。ユキに情報を流し基地内のものの横流しを企むが、ヒガの拳銃強奪でユキたちを裏切って窮地に追い込んだ。
容姿のモデルは「ジョー・ストラマー」。
フレディ・マクレガー中佐
空軍情報部横田基地支局長。ゲイで共産国への亡命を企てている。
容姿のモデルは「フレディ・マーキュリー」。
メグ・ブラウン大尉
太平洋航空軍司令官の女性副官
ヒガと結婚して、沖縄を追われていたヒガを横田基地に匿った。ある日道に飛び出したカホをアメ車で当ててしまい、その後ナツも含めて親しい関係になる。

### その他
学習塾の男性講師
カホの通う学習塾で夜間夏期講習を行う。入学斡旋詐欺・塾の経理横領事件を起こして逃亡する。
横須賀のスナックのママ
黒人の女性でユキとは昔から知り合い。裏家業に精通し実弾の手配し、逃げてきた中国人少女マリの面倒を見た。
若いヤクザと中国人少女マリ
所属していた組をコリアン・マフィアに潰されて、中国人少女マリを連れて逃亡中にユキに出会う。
コリアン・マフィアの男
日本での勢力拡大の為に暗躍。若いヤクザと中国人少女マリからハイテク情報の詰まった電子チップを奪おうとして、ユキと揉める。その後、ヒガの拳銃の横流し先と判明する。
卍モータースの桃ちゃん
金武にある自動車修理工場の社長。ユキ・ナツとつるんでいる。
「TO-Y」の桃元郷のスターシステム・キャラクター。
空五倍子/ウツブシ
「M&C」のリーダー。組織を裏切ったユキ(♀)を始末するため小隊を率いるが、ユキ(♂)の援護もあって部隊は壊滅。最後はカホを盾に撃ち合いをするが、ユキ(♀)を道連れに出来ず一人絶命する。
容姿のモデルは「ジャン・レノ」。

## エピソード
漫画家のいしかわじゅんは、エッセイ『漫画の時間』にて、街でばったりと出くわした江口寿史に「最近(漫画の)仕事をしてないじゃないか」と冗談をとばしたら、江口が「俺より仕事してない奴がいる」と上條淳士の名前を挙げたという話を、紹介している。当時、江口はイラストレーターの仕事を中心に活動しており、上條は『ＳＥＸ』をコミックスのため描き直している最中であったため、両名とも誌面での露出が無かった時期である。ただし、いしかわは江口、上條の両名を『漫画の時間』の中で、漫画家として高く評価している。

## 書誌情報
- 上條淳士 『SEX』 小学館 〈ヤングサンデーコミックスペシャル〉、全7巻予定が2巻までで中断
  1. 1989年12月発行、ISBN 4-09-151801-X
  2. 1993年9月発行、ISBN 4-09-151802-8
- 上條淳士 『SEX』 小学館 〈ヤングサンデーコミックス〉、全7巻
  1. 2004年11月5日発行、ISBN 4-09-153181-4
  2. 2004年12月3日発行、ISBN 4-09-153182-2
  3. 2005年1月5日発行、ISBN 4-09-153183-0
  4. 2005年2月4日発行、ISBN 4-09-153184-9
  5. 2005年3月4日発行、ISBN 4-09-153185-7
  6. 2005年4月5日発行、ISBN 4-09-153186-5
  7. 2005年5月2日発行、ISBN 4-09-153187-3
- 上條淳士 『SEX(文庫版)』 小学館 〈小学館文庫〉、全5巻
  1. 2012年8月10日発行（同日発売[4]）、ISBN 978-4-09-193046-0
  2. 2012年9月15日発行（同日発売[5]）、ISBN 978-4-09-193047-7
  3. 2012年10月13日発行（同日発売[6]）、ISBN 978-4-09-193048-4
  4. 2012年11月15日発行（同日発売[7]）、ISBN 978-4-09-193049-1
  5. 2012年12月15日発行（同日発売[8]）、ISBN 978-4-09-193050-7
- 上條淳士 『SEX 30th AnniversaryEdition』 小学館 〈小学館クリエイティブ〉、全4巻
  1. 2017年3月25日発行（同日発売[1][9]）、ISBN 9784778038137
  2. 2017年5月25日発行（5月27日発売[10]）、ISBN 9784778038144
  3. 2017年7月28日発行（7月30日発売[11]）、ISBN 9784778038151
  4. 2017年8月31日発行（9月2日発売[12][13]）、ISBN 9784778038168

## 備考
- ヤングサンデーコミック版は巻末には企画ページが付録された。

another SEX
ゲスト作家によるSEXの書下ろしイラスト集。
ゲストは、第5巻に浅田弘幸・田島昭宇、第7巻に江口寿史・多田由美・松本大洋・河合克敏・正木秀尚・伊藤誠・寺田亨が参加している。
after　SEX
「ROCKIN'ON JAPAN」で1989年5月号から1990年8月号に連載されたイラストが、第1.2.4巻に掲載。
SUPER　SEX
連載時のカラーページ.ヤングサンデーの表紙.関連広告.初期の設定画等を、第7巻にフルカラー掲載。
- 文庫版は巻末には上條淳士とゲストとの対談が付録された。

<対談ゲスト>
第1巻は日本画家・松井冬子
第2巻はTHE STREET SLIDERS・蘭丸こと土屋公平
第3巻はマンガ・コラムニスト夏目房之介
第5巻はTHE STREET SLIDERSのボーカル”HARRY”こと村越弘明
第4巻のみ小説家・柴崎友香のエッセイ風解説文を掲載